# VirtualDub
VirtualDub（バーチャルダブ）は動画編集・キャプチャーカードやWEBカメラなどから動画キャプチャーが行えるソフト、エンコーダー。GPLで配布されている。
機能を拡張したVirtualDub-MPEG2やVirtualDubModなどの亜種（改造版）も存在している。

## 概要
AVIファイルフォーマットに対応した動画編集ソフト。VBRエンコードされたMP3やMPEG-1の読み込みを標準でサポート。プラグインでの拡張によりその他のフォーマットも読み込めるようになる。バージョン1.7からはスマートレンダリングにも対応した。2004年9月のバージョン1.6から32bit版と64bit版が配布されている。コマンドライン版も付属する。

## 特許問題
ASFファイルフォーマットはマイクロソフト社が米国で特許を取得している(US patent 6041345)。VirtualDubはASFファイルの読み込みに正式対応していたが、マイクロソフト社側からクレームを受けたため、それ以降はASFファイル非対応となり、ソースコードには 「microsoft no baka!」と記述されている。

## フィルター
30種以上のフィルターが内蔵されているが、フィルターファイル(*.vdf)をpluginsフォルダに入れることにより追加することができる。

## 入力プラグイン
プラグインファイル(*.vkf/*.vdplugin)を追加することで各フォーマットの読み込みに対応できる。32bit版はplugins32フォルダを作成、64bit版はplugins64フォルダを作成しプラグインファイルを入れる。
読み込みエラーが出る場合はffdshowのvfwの設定で該当コーデックを有効にしておくなどすると良い。必ず読み込めるとは限らず不安定な場合もあるので注意が必要。
32bit版
- WMV (asf,wmv,wma)[1]
- AC-3[1]
- FLIC[1]
- MPEG-2 (mpg,vob,m2v,mpeg,vdr)[1]
- Flash Video (flv)[1][2]
- Quick Time (mov,mp4)[1][3]
- Matroska (mkv,mka)[1]
- PVN[4]
- Redcode RAW files (R3D)[5]
- DirectShow[6]

64bit版
- WMV[1]
- AC-3[1]
- FLIC[1]
- MPEG-2[1]
- Flash Video[1]
- Quick Time[1]
- Matroska[1]
- DirectShow[6]

## 改造版
開発が終了したものも含む。
- VirtualDubMod - MatroskaやOgg Mediaの読み込み・作成に対応。
- VirtualDubMod Aud-X - Aud-X等のACMサラウンドオーディオに対応させたもの
- VirtualDub-MPEG2 - MPEG-2の読み込みに対応。
- Nandub - 2-passエンコードを目的に作成されたもの。
- VirtualDub APNG Mod - Animated Portable Network Graphicsのサポート。